# 本橋卓朗
本橋卓朗（もとはし たくろう、1984年〈昭和59年〉3月10日 - ）は、劇団東俳に所属していた埼玉県出身の俳優。
現在は合同会社アザマスの代表を務めている。

## 出演
- さわやか3組 (NHK) (第12期　茨城県結城市編) (1999年)
- あぶない放課後 (テレビ朝日) -松本直久 役 (1999年)
- 3年B組金八先生（TBS） - 戸田幹洋 役
  - 第5シリーズ（1999年10月14日 - 2000年3月30日）
  - スペシャル10「お前死んだらオレ泣くぞ・3B一年ぶり大集合」（2001年4月5日）
  - 第6シリーズ（2001年10月11日 - 2002年3月28日）
  - 3年B組金八先生ファイナル〜「最後の贈る言葉」（2011年)
- 地方記者立花陽介 (日本テレビ)　能登和島通信局 (2000年)
- はぐれ刑事純情派 (テレビ朝日)　(2000年9月20日)